# 水道つつじ公園
水道つつじ公園（すいどうつつじこうえん）は富山県高岡市にある公園である。

## 概要
1979年（昭和54年）5月26日、国吉配水場を建設した際に工事によって出た切土を利用して整備された。
総面積40,840平方メートルの公園内には、ツツジ類15,000本が植えられている。
また、サクラの名所でもあり、公園入口から配水池に続く園路にはサクラのトンエルが500mにわたり続いている他、お花見広場もある。公園の頂上（海抜58m）にある配水池からの眺めはサクラが眼下に広がり壮観で、開花時期には夜間照明がなされ、幻想的な空間が創り出される。富山さくらの名所70選にも選定されている。
この他、高岡市の花であるカタカゴが20,000株植えられている。以上のことから「とやま花の名所」のひとつに選定されている。
公園の後背地には、三千坊遊歩道も整備されている。

## アクセス
- あいの風とやま鉄道線高岡駅から車で20分[1]
- E41能越自動車道高岡インターチェンジが最寄りインターチェンジ[1]
- 加越能バス笹八口下車、徒歩5分[3]。